# گودرون لاندگربه
گودرون لاندگربه (انگلیسی: Gudrun Landgrebe؛ زادهٔ ۲۰ ژوئن ۱۹۵۰) هنرپیشه اهل آلمان است.
از فیلم‌ها یا برنامه‌های تلویزیونی که وی در آن نقش داشته‌است، می‌توان به سرهنگ ردل و جنایت‌های شخصی اشاره کرد.